# برج چیس کلرادو
برج چیس کلورادو، (به انگلیسی: Chase Tower) ساختمان ۱۰ طبقه، با کاربری اداری-تجاری است، که در شهر انگلوود، کلرادو، ایالات متحده آمریکا مستقر می‌باشد. پروژه ساخت این ساختمان در سال ۱۹۶۸ آغاز شد و در سال ۱۹۷۰ تکمیل و افتتاح گردید. شعبه مرکزی بانک چیس انگلوود، کلرادو در این ساختمان مستقر می‌باشد.